# Élections municipales de 1959 en Ille-et-Vilaine
Les élections municipales en Ille-et-Vilaine ont eu lieu les 8 et 15 mars 1959.

## Maires sortants et maires élus
Ce scrutin est marqué par une grande stabilité. Si la droite et le centre confirment leur domination, on assiste à certains changements : les gaullistes de l'UNR remportent ainsi deux communes (Dol et Saint-Servan) tandis que les indépendants du CNIP voient leur représentation reculer. Par ailleurs, tous les sortants sont réélus, sauf à Dol, Saint-Servan et Vitré, où Yves Estève, Lucien Huet et Louis Giroux deviennent respectivement maire. Il est à noter que les sortants n'étaient pas candidat à leur réélection dans les deux premières communes citées.
| Commune              | Population | Maire sortant     | Parti | Parti    | Maire élu         | Parti | Parti    |
| -------------------- | ---------- | ----------------- | ----- | -------- | ----------------- | ----- | -------- |
| Bain-de-Bretagne     | 3 901      | Jules Pouilloux   |       | MRP      | Jules Pouilloux   |       | MRP      |
| Bruz                 | 3 814      | Joseph Jan        |       | SE       | Joseph Jan        |       | SE       |
| Cancale              | 5 463      | Émile Lecerf      |       | MRP      | Émile Lecerf      |       | MRP      |
| Combourg             | 4 451      | Abel Bourgeois    |       | Rad.soc. | Abel Bourgeois    |       | Rad.soc. |
| Dinard               | 8 540      | Yves Verney       |       | Rad.ind. | Yves Verney       |       | Rad.ind. |
| Dol-de-Bretagne      | 4 773      | François Roptin   |       | SE       | Yves Estève       |       | UNR      |
| Fougères             | 23 151     | Hippolyte Réhault |       | MRP      | Hippolyte Réhault |       | MRP      |
| Guichen              | 3 937      | Charles Gautier   |       | DVD      | Charles Gautier   |       | DVD      |
| Janzé                | 4 222      | Jean-Marie Lacire |       | CNIP     | Jean-Marie Lacire |       | CNIP     |
| Louvigné-du-Désert   | 4 016      | René de Montigny  |       | MRP      | René de Montigny  |       | MRP      |
| Paramé               | 8 515      | Georges Coudray   |       | MRP      | Georges Coudray   |       | MRP      |
| Pleurtuit            | 3 574      | Jean Boyer        |       | SE       | Jean Boyer        |       | SE       |
| Redon                | 7 869      | Émile Le Brigant  |       | CNIP     | Émile Le Brigant  |       | CNIP     |
| Rennes               | 124 122    | Henri Fréville    |       | MRP      | Henri Fréville    |       | MRP      |
| Saint-Malo           | 14 339     | Guy La Chambre    |       | CNIP     | Guy La Chambre    |       | CNIP     |
| Saint-Servan-sur-Mer | 13 763     | Yves Menguy       |       | CNIP     | Lucien Huet       |       | UNR      |
| Vitré                | 9 611      | Marcel Rupied     |       | CNIP     | Louis Giroux      |       | DVD      |

### Résultats en nombre de maires
| Partis              | Partis                                      | Maires sortants | Maires élus | Évolution     |
| ------------------- | ------------------------------------------- | --------------- | ----------- | ------------- |
|                     | Centre national des indépendants et paysans | 5               | 3           | 2             |
|                     | Divers droite                               | 1               | 2           | 1             |
|                     | Union pour la nouvelle République           | 0               | 2           | 2             |
| Total droite        | Total droite                                | 6               | 7           | 1             |
|                     | Mouvement républicain populaire             | 6               | 6           | en stagnation |
|                     | Radical indépendant                         | 1               | 1           | en stagnation |
| Total centre        | Total centre                                | 7               | 7           | en stagnation |
|                     | Parti radical-socialiste                    | 1               | 1           | en stagnation |
| Total centre gauche | Total centre gauche                         | 1               | 1           | en stagnation |
|                     | Sans étiquette                              | 3               | 2           | 1             |
| Total divers        | Total divers                                | 3               | 2           | 1             |
| Total               | Total                                       | 17              | 17          | -             |

## Résultats dans les communes de plus de3 500 habitants

### Rennes
- Maire sortant : Henri Fréville (MRP)
- 37 sièges à pourvoir au conseil municipal (population légale 1954 : 124 122 habitants)

|                                                                                                 |                  |             |              |              |             |             |        |        |  |
| Tête de liste                                                                                   | Tête de liste    | Liste       | Premier tour | Premier tour | Second tour | Second tour | Sièges | Sièges |  |
| Tête de liste                                                                                   | Tête de liste    | Liste       | Voix         | %            | Voix        | %           | CM     |        |  |
|                                                                                                 | Henri Fréville * | MRP         | 18 627       | 36,54        | 21 769      | 43,37       | 37     |        |  |
| Liste d'entente républicaine pour le développement économique et social de la ville de Rennes   |                  |             | 18 627       | 36,54        | 21 769      | 43,37       | 37     |        |  |
|                                                                                                 | François Château | UNR-CNIP-CR | 11 591       | 22,74        | 9 994       | 19,91       |        |        |  |
| Liste républicaine d'union pour la défense des intérêts de la population rennaise et son avenir |                  |             | 11 591       | 22,74        | 9 994       | 19,91       |        |        |  |
|                                                                                                 | Émile Guerlavas  | PCF         | 9 413        | 18,47        | 11 914      | 23,74       |        |        |  |
| Liste d'union ouvrière et démocratique et de défense des intérêts de Rennes                     |                  |             | 9 413        | 18,47        | 11 914      | 23,74       |        |        |  |
|                                                                                                 | Marcel Le Blanc  | UFD         | 2 567        | 5,03         | 11 914      | 23,74       |        |        |  |
| Liste d'union des forces démocratiques                                                          |                  |             | 2 567        | 5,03         | 11 914      | 23,74       |        |        |  |
|                                                                                                 | Alexis Le Strat  | SFIO        | 6 369        | 12,49        | 5 984       | 11,92       |        |        |  |
| Liste d'union des gauches                                                                       |                  |             | 6 369        | 12,49        | 5 984       | 11,92       |        |        |  |
|                                                                                                 | Prosper Jardin   | Apolitique  | 1 959        | 3,84         |             |             |        |        |  |
| Liste rennaise de gestion et d'économies municipales                                            |                  |             | 1 959        | 3,84         |             |             |        |        |  |
|                                                                                                 |                  |             |              |              |             |             |        |        |  |
| Inscrits                                                                                        | Inscrits         | Inscrits    | 78 178       | 100,00       | 78 178      | 100,00      |        |        |  |
| Abstentions                                                                                     | Abstentions      | Abstentions | 25 939       | 33,18        | 27 293      | 34,91       |        |        |  |
| Votants                                                                                         | Votants          | Votants     | 52 239       | 66,82        | 50 885      | 65,09       |        |        |  |
| Nuls                                                                                            | Nuls             | Nuls        | 1 268        | 1,62         | 696         | 0,89        |        |        |  |
| Exprimés                                                                                        | Exprimés         | Exprimés    | 50 971       | 65,20        | 50 189      | 64,20       |        |        |  |
| * Liste du maire sortant                                                                        |                  |             |              |              |             |             |        |        |  |